# اگر شب‌ها نبودند
«اگر شب‌ها نبودند» (انگلیسی: If It Wasn't for the Nights) ترانه‌ای از گروه پاپ سوئدی آبا است که در سال ۱۹۷۹ منتشر شد. اشعار ترانه برگرفته از تجربه احساسی بیورن اولویوس پس از پایان رابطه عاشقانه‌اش با آنگنیه‌تا فلتسکوگ است.